# Diasclera oxiana
Diasclera oxiana là một loài bọ cánh cứng trong họ Oedemeridae. Loài này được Yablokov-Khnzoryan miêu tả khoa học năm 1974.